# Schäferbrunnen (Osnabrück)
In der niedersächsischen Stadt Osnabrück gibt es zwei Schäferbrunnen. Das weist auf die besondere historische Bedeutung der Schafzucht für die Stadt hin.

## Schäferbrunnen neben der Klosterkirche am Gertrudenberg
Lage
Der bekanntere

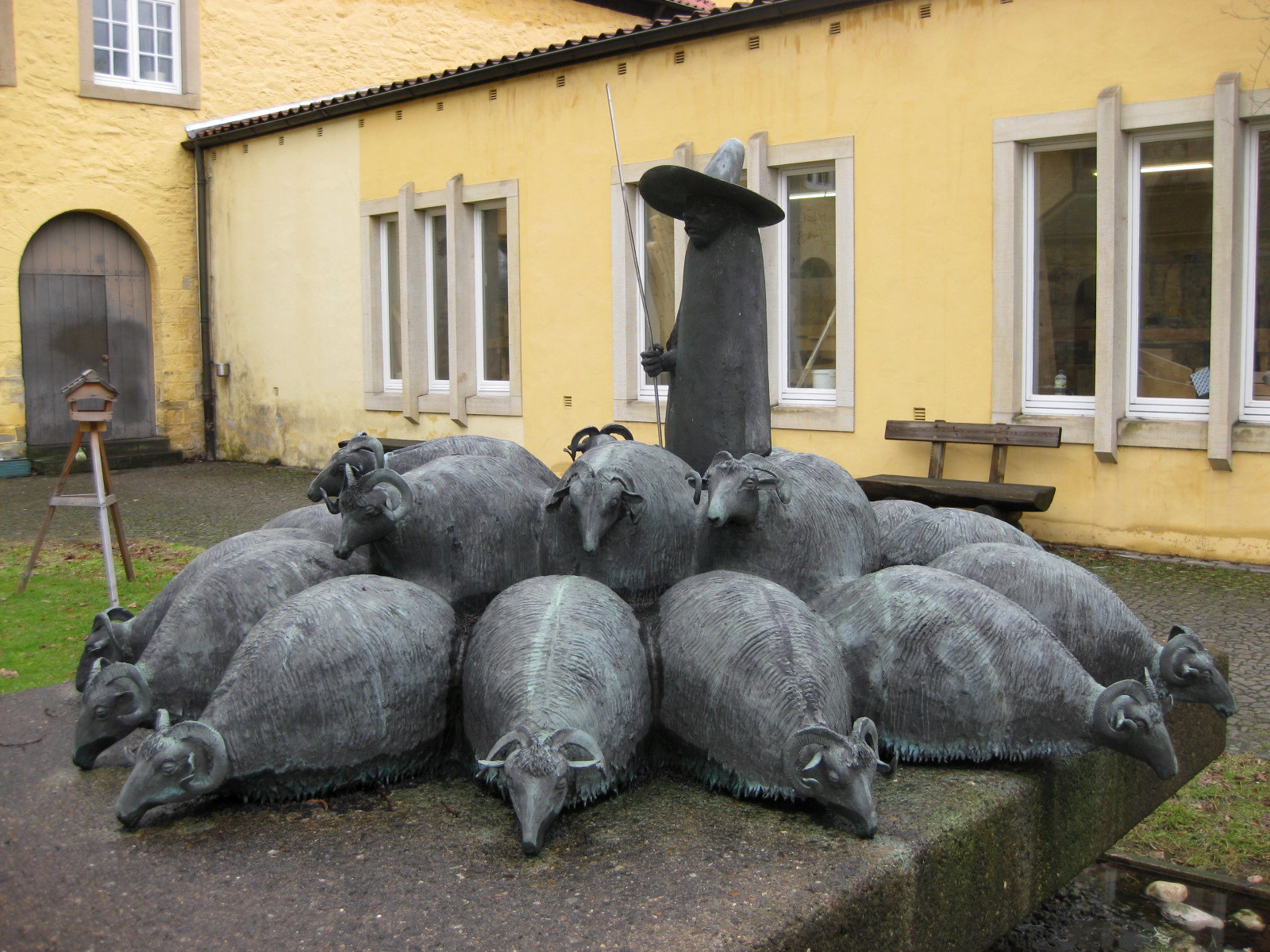
Schäfer an der Tränke

Schäferbrunnen  heißt eigentlich Schäfer an der Tränke-Brunnen. Die Bronzefigurengruppe neben der Klosterkirche im Klosterinnenhof am Gertrudenberg schuf Hans Gerd Ruwe im Jahr 1983. Vor dem Schäfer mit dem Hirtenstab und dem Hut sind zahlreiche Schafe halbkreisförmig in Lebensgröße angeordnet. Er markiert die Stelle eines Vorgängerbrunnens, der bis 1890 die Wasserversorgung des Klosters gewährleistete.

## Schäferbrunnen am Rosenplatz
Lage

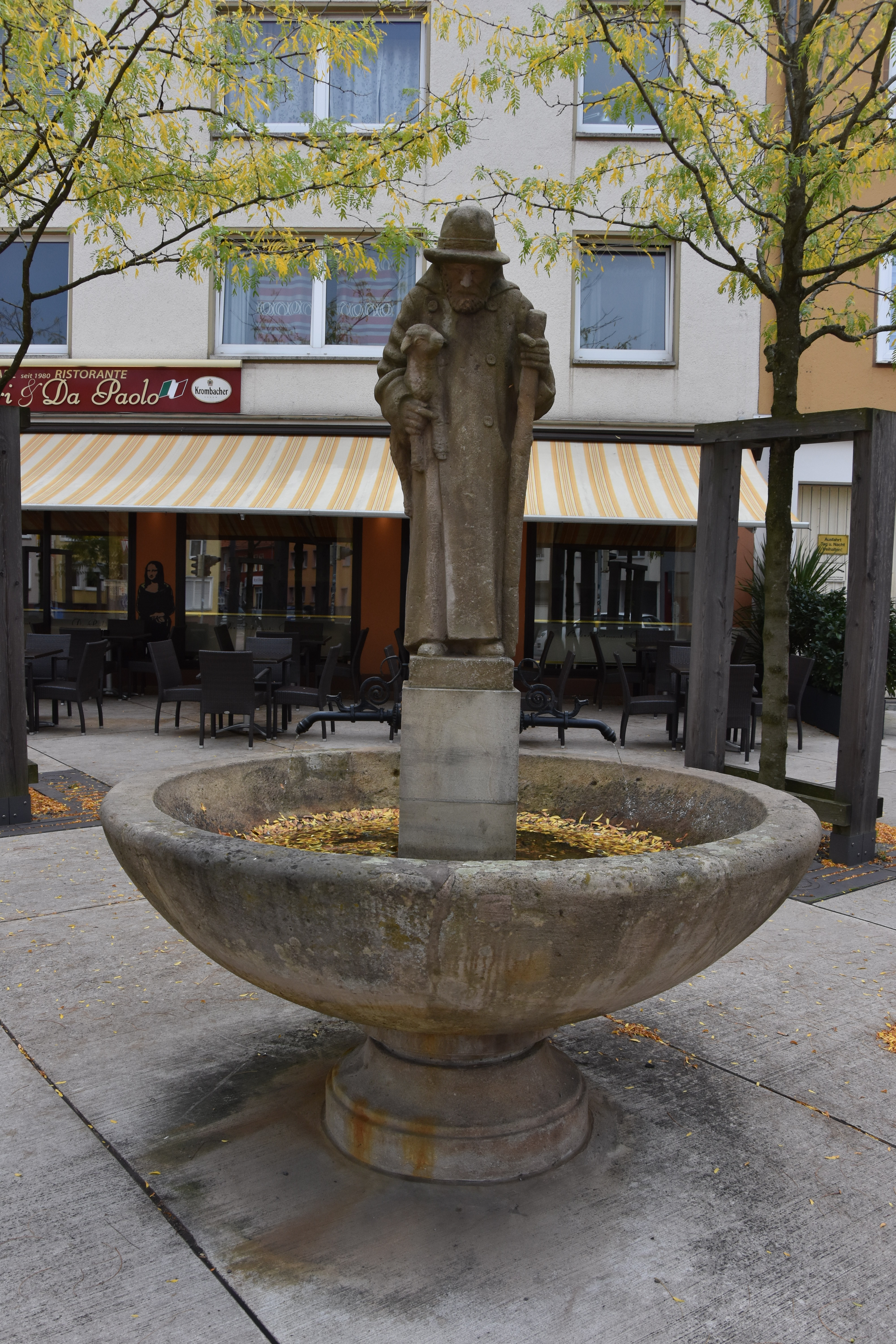
Schäferbrunnen am Rosenplatz

Der zweite Schäferbrunnen in Osnabrück stammt von Lukas Memken aus dem Jahr 1904 am Rosenplatz. Neben seinen Namen ist er auch unter dem Namen Strökerbrunnen bekannt und soll an den Guten Hirten erinnern. Es gab in Osnabrück einen Schäfer namens Adolf Heinrich Ströker. Die ursprünglich aus Kupfer bestehende Skulptur wurde in den 1940er Jahren zu Kriegszwecken eingeschmolzen. Der auf den Hirtenstab gestützte Schäfer mit Schäferhut trägt unter dem rechten Arm ein Lamm. Die aus Sandstein gefertigte Nachbildung schuf Georg Hörnschemeyer.

### Zur Person Adolf Heinrich Strökers
Ströker war der letzte Stadtschäfer in Osnabrück und ein Stadtoriginal, weshalb ja wohl das Denkmal gestiftet wurde. In den 1880er Jahren wurde er unter Ströcker als Neubauer in der Mellerstraße 8 aufgeführt. Ströker verstarb 1909 in Osnabrück. Er hatte noch mit 87 Jahren seine Herde über die Mellerstraße auf die Wiesen getrieben.
Ströker war römisch-katholischer Konfessionszugehörigkeit.